# Porellaceae
Porellaceae är en familj av bladmossor. Enligt Catalogue of Life ingår Porellaceae i ordningen Porellales, klassen Jungermanniopsida, divisionen bladmossor och riket växter, men enligt Dyntaxa är tillhörigheten istället ordningen Jungermanniales, klassen levermossor, divisionen levermossor och riket växter. Enligt Catalogue of Life omfattar familjen Porellaceae 6 arter.
Kladogram enligt Catalogue of Life och Dyntaxa:
| Porellaceae | \| \| Ascidiota \| \| \| \| \| \| porellor \| \| \| \| |
|             | \| \| Ascidiota \| \| \| \| \| \| porellor \| \| \| \| |
|             | Frullaniaceae                                          |
|             |                                                        |
|             | Goebeliellaceae                                        |
|             |                                                        |
|             | Jubulaceae                                             |
|             |                                                        |
|             | Lejeuneaceae                                           |
|             |                                                        |
|             | Lepidolaenaceae                                        |
|             |                                                        |
|             | Radulaceae                                             |
|             |                                                        |
|             | Ascidiota                                              |
|             |                                                        |
|             | porellor                                               |
|             |                                                        |

|  | Ascidiota |
|  |           |
|  | porellor  |
|  |           |

## Bildgalleri

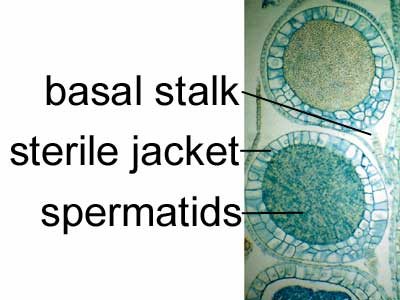
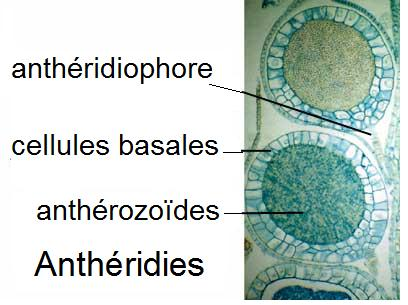
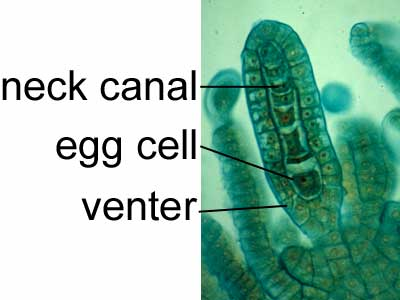
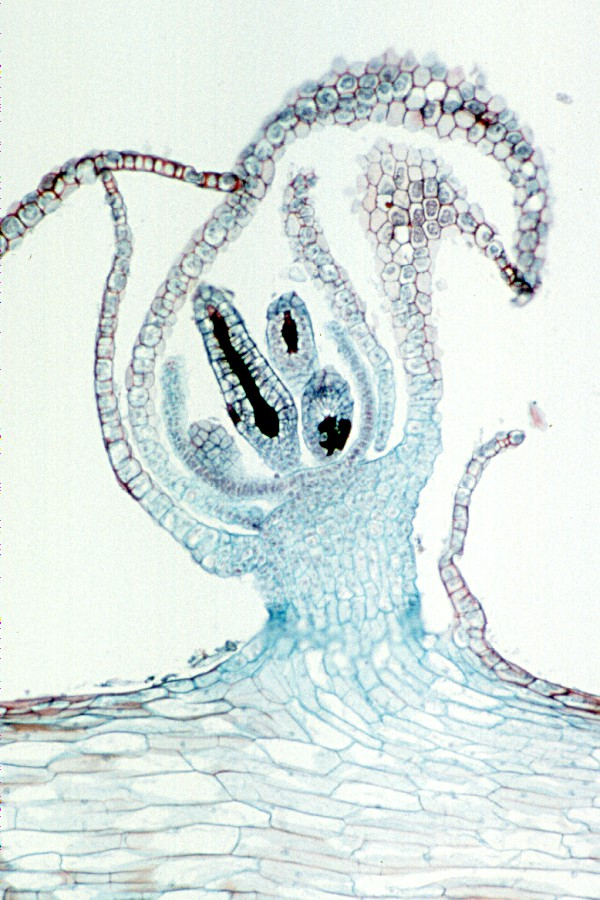
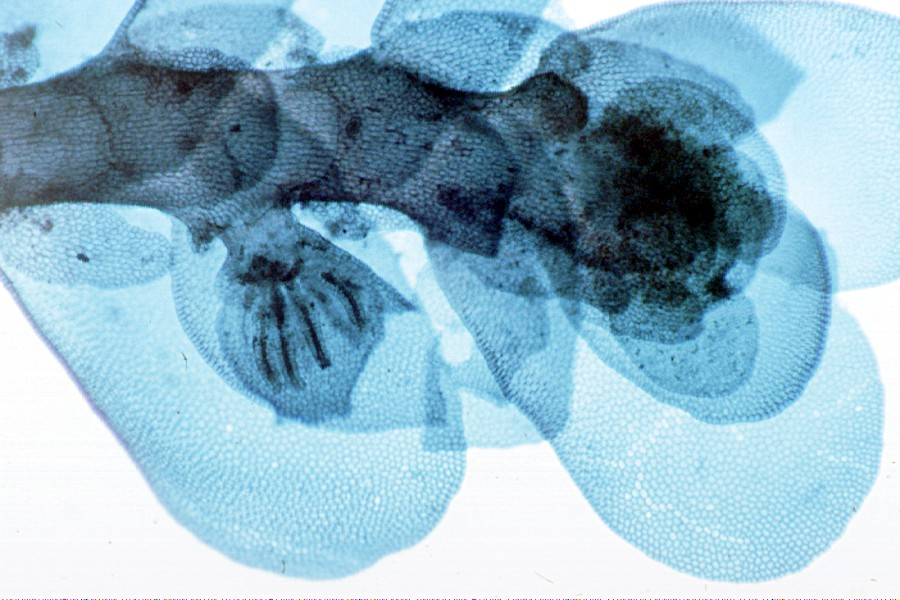
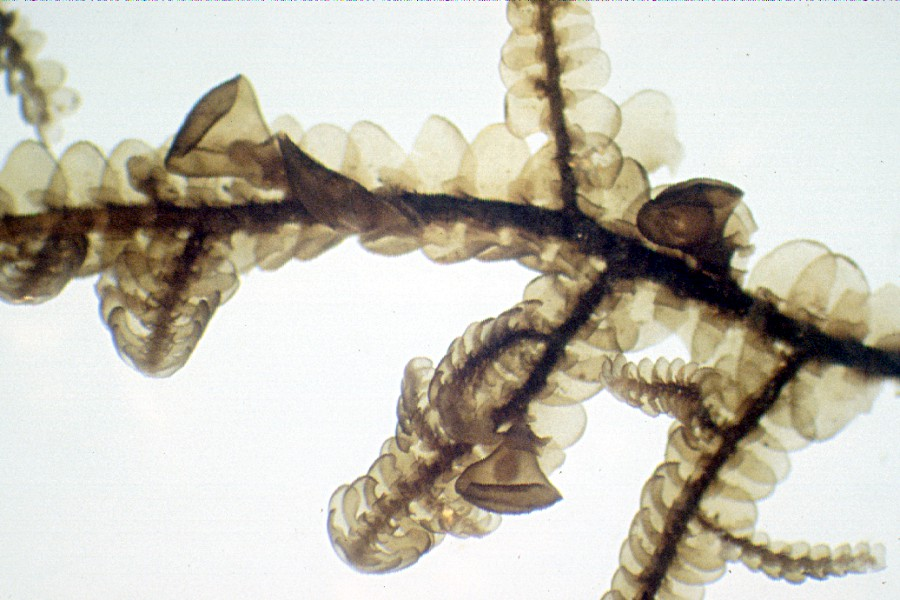